# جایزه نوبل ادبیات ۲۰۲۳
جایزه نوبل ادبیات سال ۲۰۲۳ به نمایشنامه‌نویس و نویسنده اهل نروژ، یون فوسه (زاده ۱۹۵۹) «به خاطر نمایشنامه‌ها و نثر نوآورانه‌اش که به ناگفتنی‌ها صدا می‌بخشد» اهدا شد. او چهارمین دریافت‌کننده با ملیت نروژی است که این جایزه را دریافت می‌کند.

## برنده جایزه
یون فوسه در سال ۱۹۵۹ در هاوگسون واقع در ساحل غربی نروژ، متولد شد. کتابشناسی عظیم او ژانرهای متنوعی مانند نمایشنامه، رمان، مجموعه شعر، مقاله، ادبیات کودک و ترجمه را در بر می‌گیرد.

## اعلام جایزه
دقایقی پس از اعلام جایزه، کارین کلاسون با آندرش اولسون رئیس کمیته نوبل، مصاحبه کرد. او در پاسخ به این سؤال که چرا فاس به عنوان برنده جایزه ادبیات سال ۲۰۲۳ انتخاب شد، توضیح داد:
یون فوسه نویسنده‌ای فوق‌العاده است از جنبه‌های گوناگون، و چیزی که در مورد او عجیب است این است که به‌عنوان یک نویسنده، وقتی آثارش را می‌خوانی، عمیقاً تو را تحت تأثیر قرار می‌دهد… آنچه در مورد او خاص است، نزدیکی خاصی است که در نوشته‌هایش وجود دارد؛ این نزدیکی به عمیق‌ترین احساسات انسان دست می‌زند – نگرانی‌ها، ناامنی‌ها، پرسش‌هایی دربارهٔ زندگی و مرگ – مسائلی که در واقع هر انسانی از همان آغاز با آن‌ها روبروست. از این نظر، به‌نظرم او به عمق بسیاری می‌رسد و آثارش تأثیری جهان‌شمول دارند، فرقی هم نمی‌کند که این آثار نمایش‌نامه باشند، شعر یا نثر. همگی یک نوع جاذبهٔ مشترک دارند که به انسانیت پایه‌ای ما خطاب می‌کنند.

## واکنش‌ها

### واکنش شخصی فوسه
فوسه پس از سیگرید اوندست که در سال ۱۹۲۸ برنده جایزه نوبل شده بود، تبدیل به دومین نویسنده کاتولیک نروژی شد که جایزه نوبل را دریافت می‌کند.

## سخنرانی نوبل

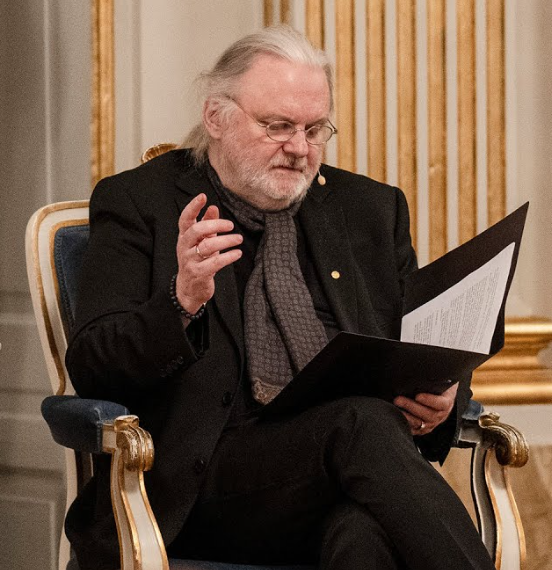
فوسه در حال ایراد سخنرانی نوبل خود با عنوان «زبان خاموش» در ۷ دسامبر ۲۰۲۳.

یون فوسه سخنرانی نوبل خود را در تاریخ ۷ دسامبر ۲۰۲۳ در آکادمی سوئد انجام داد. او در کتاب «زبان خاموش» دربارهٔ تفاوت بین زبان گفتاری و زبان نوشتاری و کاربرد و تأثیر سکوت در آثارش صحبت کرد.

## سخنرانی مراسم اهدای جوایز
در مراسم اهدای جایزه در استکهلم در تاریخ ۱۰ دسامبر، آندرش اولسون، رئیس کمیته نوبل آکادمی زبان سوئدی گفت:
وارد شدن به جهان یون فوسه، گام نهادن در قلمرویی است آکنده از عمیق‌ترین اضطراب‌ها و رنجِ ناشی از بلاتکلیفی. آثار غنی او حول محور سردرگمی فرد و دشواری‌های یافتن راهی در زندگی می‌گردند. چه در نثر، چه در نمایش‌نامه و چه در شعر، نوشتار او به وضعیتی از عدم‌قطعیت نزدیک می‌شود که می‌تواند دریچه‌ای به سوی امر الهی بگشاید. در جایی که واژگان روزمره ناتوان به‌نظر می‌رسند، ویژگی نادر فوسه این است که همان‌طور که در بیانیهٔ جایزه آمده، در «بخشیدن صدا به ناگفتنی» موفق است. (...)
یون فوسه نویسنده‌ای دشوار نیست. او از ساده‌ترین واژه‌ها استفاده می‌کند و دربارهٔ تجربه‌هایی می‌نویسد که همگی ما با آن‌ها ارتباط برقرار می‌کنیم: جدایی، مرگ، و شکنندگی عشق. دشواری آثار فوسه، در واقع بیشتر به میزان آمادگی ما برای گشودن خودمان به روی نااطمینانیِ وجودی‌ای مربوط می‌شود که او پیوسته به آن می‌پردازد. اما این واقعیت که او یکی از پرنمایش‌ترین نمایش‌نامه‌نویسان معاصر است، نشان می‌دهد که این رنج، رنجی مشترک در میان بسیاری از انسان‌هاست.

.

## اعضای کمیته نوبل
کمیته نوبل ادبیات ۲۰۲۳ آکادمی سوئد از اعضای زیر تشکیل شده است:
| اعضای کمیته |       |                               |        |                        |                                        |
| شماره صندلی | تصویر | نام                           | انتخاب | موقعیت                 | حرفه                                   |
| ۴           |       | آندرش اولسون، (متولد ۱۹۴۹)    | ۲۰۰۸   | رئیس کمیته             | منتقد ادبی، مورخ ادبی                  |
| ۱۱          |       | متس مالم، (متولد ۱۹۶۴)        | ۲۰۱۸   | عضو وابسته، دبیر دائمی | مترجم، مورخ ادبی، ویراستار             |
| ۱۲          |       | پر وستبرگ، (متولد ۱۹۳۳)       | ۱۹۹۷   | عضو                    | رمان‌نویس، روزنامه‌نگار، شاعر، مقاله‌نویس |
| ۱۳          |       | آن سوارد، (متولد ۱۹۶۹)        | ۲۰۱۹   | عضو                    | رمان‌نویس                               |
| ۹           |       | الن متسون، (متولد ۱۹۶۳)       | ۲۰۱۹   | عضو                    | رمان‌نویس، مقاله‌نویس                    |
| ۱۴          |       | استیو سم-سندبرگ، (متولد ۱۹۵۸) | ۲۰۲۱   | عضو                    | روزنامه‌نگار، نویسنده، مترجم            |